# غريت كالي
ذا غريت كالي مصارع هندي ولد في 27 أغسطس 1972 بالهند وحصل على الجنسية الأمريكية بتاريخ 24 فبراير 2014.

## حياته
تدرب كالي في معسكر APW وهو حاليا يصارع في الاتحاد المشهور WWE وهو من عائلة فقيرة بالهند في قرية Dhirana في ولاية himachal وأيضا لديه 8 اخوات وكان يعمل في تكسير الحجر من اجل جلب المال لعائلته وكانت بداية حياته عام 1993 عندما بدأ بلعب جميع الألعاب الرياضية لأنه كان صاحب موهبة وجسم قوي من كمال الاجسام.
حصل علي لقب السيد الهندي في لعام 1997-1998 وقاده نجاحه إلى التدريب كمصارع في الولايات المتحدة الأمريكية وكان يشمل تدريبه ساعتين لتدريب الوزن في الصباح والمساء من ناحية حجمه لابقاء حجمه على حاله تطلب نظام غذائي صارم. وكان هدفه بالحياة ان يدعم عائلته الفقيرة ومساعدة قريته الفقيرة فهو يتمنى أيضًا أن يساعد ذوي الاحتياجات الخاصة والاطفال.
أصبح مصارع محترف في الولايات المتحدة الأمريكية وفي شهر يناير من العام 2006 وقَّع عقد مع WWE ظهر لأول مرة في التلفزيون WWE في شهر إبريل من العام 2007 في Smackdown تدخَّل وهاجم الاندرتيكر اثنا مباراته مع هنري في عام 2006 وقَّع كالي لمواجهة الاندرتيكر وفاز عليه وطلبوا منه ان يصارع راي ميستيريو وفاز عليه.
ومازل مستمر بعقده بإتحاد WWE.
إنحدر كالي من عائلة فقيرة من قرية Dhirana في ولاية himachal ولديه 8 اخوان وهو الثالث في الولادة كان يعمل في تكسير الحجارة لمساعدة عائلته الفقيرة. كان جميع أفراد عائلته من ذوي الطول الطبيعي بإستثناء جده كان طويلًا جدًا.
كالي تزوج من Harpinder kaur في شهر فبراير من العام 2002.
وهو حاليًا يصارع في اتحاد دبليو دبليو إي راو وكانت بداية حياته عام 1993 عندما بدأ يلعب جميع الألعاب الرياضية لأنه كان صاحب موهبة وجسم قوي.

## بداية حياته الشهيرة
في عام 1993 ما زال يعمل في طريق في تلال himalay عندما
بهذا الوقت حاول أن يقدم نفسه للالعاب الرياضية وبرع في كل منها
كان ذو موهبه وجسم قوي في كمال الاجسام
و يراه مدير عام قسم شرطة punjab لاحظ balip وساعده
في أن يلتحق بقوة الشرطة.
و قاده نجاحه الي التدريب كمصارع في الولايات المتحدة الإمريكية
في عام 1999 حيث طور مهاراته للتنافس على بالقاب المصارعة العديده
في اليابان.

## تدريبه
يشمل تدريبه ساعتين لتدريب الوزن صباح ومساء
و من ناحية حجمه للحفاظ عليه على حاله يستهلك 12000 سعرة حرارة يوميا

## هدفه بالحياة
هدف كالي ان يدعم عائلته الفقيرة وأن يساعدة قريته الفقيرة
ويتمنى أيضًا ان يفيد الأطفال وذوي الاحتياجات الخاصة.

## نبذة عن افعاله الخيرية
هو ناصح نشط للشباب في Punjab ليشجعهم للبقاء بعيدًا عن المنشطات.
و يحثهم ليحافظوا على صحتهم ويستمروا بممارسة الألعاب الرياضية.

## أفلامه
- (The Longest Yard (2005 في دور Turley
- (Get Smart (2008 في دور Dalip
- (MacGruber (2010 في دور Tug Phelps
- (Kushti (2010 في دور Himself
- (Ramaa: The Saviour (2010 في دور Vali
- (Detonation (2012 في دور Gatling Gunner

R!SK

## مهنته المصارعة المحترفه تحت اسم العملاق Dalip
أصبح أول مصارع هندي محترف يتصارع في اليابان.
في شهر أغسطس من العام 2001 شارك في المصارعة اليابانية
لأول مرة في طوكيو.
في أكتوبر هزم المصارع الياباني Yutaka yoshie
في WWE
في يناير2006 وقع عقد في WWE

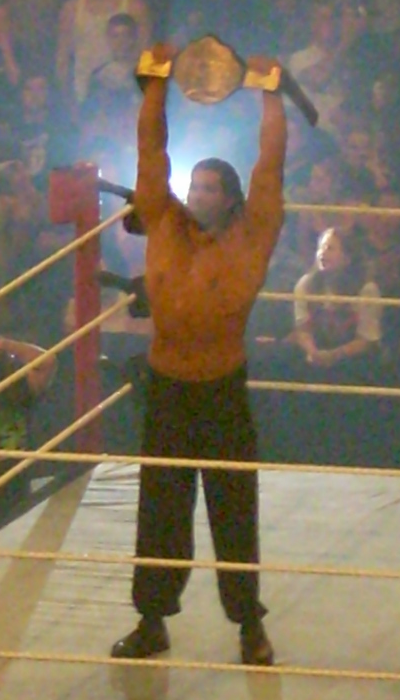
كالي مع لقب بطل العالم

ظهر لأول مره في التلفزيون WWE في أبريل نيسان 2006.7
في سماكداون تدخل وهاجم الأندرتيكر أثناء مبارته مع هنري
في مايو 2006 وقَّع كالي لمواجهة الاندرتيكر في مهرجان جدجمنت داى (مهرجان يوم الحساب) وفاز على الأندرتيكر.
في 12 مايو 2006.
طلب منه جي بي ال ان يصارع راي ميستيريو وفاز عليه كالي
و حدثت مباريات بينه وبين أندرتيكر في جريت اميركان باش
من نوع بنجابى بريسون لكن حل مكانه البيغ شو
وتطورت الأحداث بينه وبين الأندرتيكر
ودخل في عداوة معه وحدثت مبارايات بينهم
في السمر سلام لكن تم الغائها ولُعبت في عرض سماك دون
من نوع لاست مان ستاندنج (آخر رجل صامد) فاز الأندرتيكر
ليعدل النتيجة 1-1
بعد الخسارة في الجدجمنت داى وهو مشارك في فريق جون سينا ضد مجموعة نيكسس في سمر سلام

## روابط خارجية
- غريت كالي على موقع IMDb (الإنجليزية)
- غريت كالي على موقع ألو سيني (الفرنسية)
- غريت كالي على موقع أول موفي (الإنجليزية)
- غريت كالي على موقع قاعدة بيانات الأفلام السويدية (السويدية)
- غريت كالي على موقع إن إن دي بي (الإنجليزية)
- غريت كالي على موقع قاعدة بيانات الفيلم (الإنجليزية)
- غريت كالي على موقع كينوبويسك (الروسية)
- غريت كالي على موقع دبليو دبليو إي (الإنجليزية)
- غريت كالي على موقع WrestlingData.com (الإنجليزية)
- غريت كالي على موقع CageMatch worker (الإنجليزية)
- غريت كالي على موقع قاعدة بيانات المصارعة على الإنترنت (الإنجليزية)
- غريت كالي على موقع عالم المصارعة على الإنترنت (الإنجليزية)
- غريت كالي على موقع عالم المصارعة على الإنترنت (الإنجليزية)